# Calder Highway

Localisation de la Calder Highway

La Calder Highhway est une route longue de 458 km orientée sensiblement sud-est - nord-ouest reliant Kyneton dans la banlieue de Melbourne, au Victoria, à Mildura. À la frontière entre le Victoria et la Nouvelle-Galles du Sud, la route continue vers le nord sous le nom de Silver City Highway jusqu'à Broken Hill, Tibooburra et la frontière entre Nouvelle-Galles du Sud et Queensland
Elle est désignée sous le sigle de .
Au départ de la frontière Victoria/Nouvelle-Galles du Sud, elle traverse le Murray par le Abbotsford Bridge. C'est alors une route à deux voies, à chaussée unique dans chaque direction, qui traverse Merbein et Mildura. Là elle croise la Sturt Highway, reliant Adélaïde et Sydney. Plus au sud, elle croise la Mallee Highway à Ouyen puis se dirige vers le sud-est jusqu'à Bendigo. Entre Wycheproof et Red Cliffs la vitesse maximale autorisée est de 110 km/h.
À Bendigo la déviation de la Calder Highway, l'A790 commence juste au nord de Ravenswood, contourne Bendigo et rejoint l'A79 à Marong, à l'ouest de Bendigo.
À partir de Bendigo et jusqu'à sa jonction avec la Tullamarine Freeway dans la banlieue de Melbourne, la Calder Highway est une autoroute à quatre voies, devenant ainsi la Calder Freeway.
Sur son parcours, elle traverse les villes de:
- Mildura
- Red Cliffs
- Ouyen
- Sea Lake
- Culgoa
- Wycheproof
- Charlton
- Wedderburn
- Inglewood
- Bridgewater on Loddon
- Bendigo

## Galerie

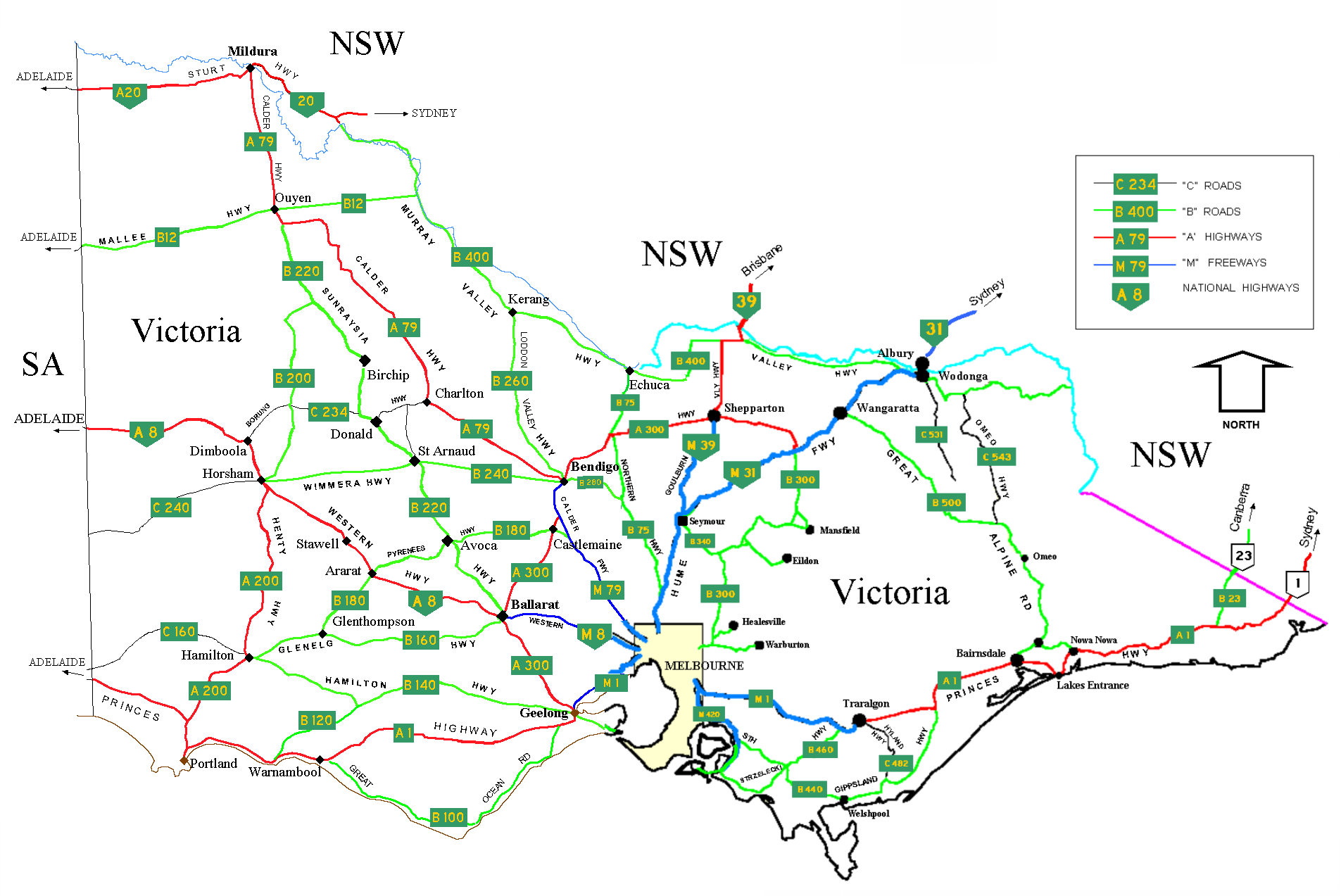